# Pterogramma costaphiletrix
Pterogramma costaphiletrix är en tvåvingeart som beskrevs av Smith och Marshall 2004. Pterogramma costaphiletrix ingår i släktet Pterogramma och familjen hoppflugor.
Artens utbredningsområde är Panama. Inga underarter finns listade i Catalogue of Life.